# سولو چشمه
سولو چشمه (به ترکی آذربایجانی:  Suluçeşmə) یک منطقه مسکونی در جمهوری آذربایجان است که در شهرستان جلیل‌آباد واقع شده است. سولو چشمه ۹۹۹ نفر جمعیت دارد.